# اتحادیه اپیروس

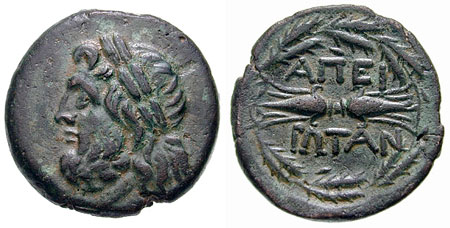
سکه ای ضرب شده در لیگ (اتحادیه) اپیروس، زئوس (سمت چپ) و نورپردازی با کلمه "ΑΠΕΙΡΩΤΑΝ" - اپیروت (راست)

اتحادیه اپیروس یا لیگ اپیروس (Epirote: Κοινὸν Ἀπειρωτᾶν, Koinòn Āpeirōtân; Attic: Κοινὸν Ἠπειρωτῶν, Koinòn Ēpeirōtôn) یک کوینون یا ائتلافی باستانی واقع در اپیروس بود.
مردمان اپیروسی را در زبان انگلیسی اپیروت می‌نامند.
قبایل اصلی این لیگ عمدتاً مولوسی‌ها، تسپروتی‌ها و چائونی‌ها را شامل می‌شدند.

## تاریخچه
این ائتلاف بین سال‌های ۳۷۰ و ۳۲۰ قبل از میلاد تأسیس شد (ابتدا به عنوان اتحادیه مولوسیان در ۳۷۰ پیش از میلاد شناخته می‌شد)، که با متحد شدن سه قبیله اصلی اپیروس (یعنی مولوس‌ها، تسپروتی‌ها و چائونی‌ها) گسترش یافت. اوراکل دودونا مرکز مذهبی، سیاسی و فرهنگی اتحادیه مولسیان و بعداً تمام اتحادیه اپیروس بود.
پیرهوس اپیروسی در ۲۹۷ قبل از میلاد رهبر اتحادیه شد. هنگامی که آگاتوکلس پادشاه سیراکوز، جزیره کورس را فتح کرد، این جزیره را به عنوان جهیزیه به دخترش لاناسا در ازدواج او با پیروهس در سال ۲۹۵ قبل از میلاد هدیه کرد.
سپس جزیره به عضویت لیگ اپیروس درآمد. شاید در آن زمان بود که شهرک کاسیوپه برای خدمت به عنوان پایگاهی برای لشکرکشی‌های پادشاه اپیروس تأسیس شد. این جزیره تا سال ۲۵۵ قبل از میلاد در اتحادیه اپیروس باقی ماند تا اینکه پس از مرگ اسکندر دوم اپیروس مستقل شد. اتحادیه در جریان نبرد فینیس توسط ایلیری‌ها شکست خورد، که مجبور شد برای جلوگیری از حملات بیشتر با تئوتا(Teuta) متحد شود. این اتحاد اپیروسی‌ها را با آچایی‌ها و آتولی‌ها دشمنی کرد، اما احتمالاً پس از شکست ایلیریایی‌ها در جنگ اول ایلیریا پایان یافت.
اگرچه اتحادیه اپیروس در دو جنگ اول مقدونیه بی‌طرف باقی ماند، اما در نهایت در جنگ سوم مقدونیه (۱۷۱–۱۶۸ قبل از میلاد) منحل شد، و مولوسیان در کنار مقدونی‌ها و چائونی‌ها و تسپروتی‌ها از جمهوری روم حمایت کردند.